# 버리 (프로게이머)
버리(본명: 정승환, 2001년 4월 25일 ~ )은 대한민국의 리그 오브 레전드 프로게이머로 포지션은 정글이다. 아이디는 Burry이다.

## 선수 생활
2021시즌을 앞두고 아프리카 프릭스의 2군팀으로 콜업되면서 프로 커리어를 시작했다. 2021년 4월, 엔트리에서 말소되었다.

## 소속팀
| # | 팀명            | 소속 기간       | 소속 리그 | 비고 |
| - | --------------- | --------------- | --------- | ---- |
| 1 | 아프리카 프릭스 | 2021.01~2021.04 | LCK       |      |

## 수상 내역
- LCK 아카데미 시리즈 2020 10월 대회 준우승